# Carpa Juanita i el Porró
La Carpa Juanita i el Porró és un entremès festiu de foc de Vilanova i la Geltrú compost per dues figures que representen un peix i un porró. Forma part de l'Agrupació de Bestiari Festiu i Popular de Catalunya.
S'estrenà per les Festes de Sant Pere al 1985 i seguidament s'incorporà al Seguici festiu de Vilanova i la Geltrú. Va ser una iniciativa de Josep Torelló i l'execució va anar a càrrec de Joan Ill i Josep Torelló amb l'assessorament en el treball de la fibra de vidre per Albert Albà. Des d'un bon començament entre els seus portants hi hagué membres del col·lectiu amb necessitats educatives especials.
Les figures representen la Carpa Juanita, l'emblemàtic peix que va fer popular el Museu de Curiositats Marineres Roig Toqués, i el porró amb què bevia a galet. Inicialment la carpa tenia uns colors vermellosos i rosats i el porró blavosos. Posteriorment ambdós elements foren pintats amb colors platejats i actualment a la carpa predominen els carbasses-vermellosos i al porró els verds. L'artista Lluís Amaré n'és el responsable de la darrera reforma.
El tema musical «La Carpa Juanita i el Porró» que acompanya l'entremès, va ser compost per Blas Coscollar Santaliestra al 1997.